# Лучай, Галина Пантелеевна
Гали́на Пантеле́евна (Пантелеймоновна) Лучай (14 сентября 1938 — 11 сентября 2001) — советский и российский журналист, телеведущая, сценарист, редактор Центрального телевидения СССР. Исполнительница роли Катерины Матвеевны (жены красноармейца Сухова) в художественном фильме Владимира Мотыля «Белое солнце пустыни».

## Биография
Родилась 14 сентября 1938 года.
В 1961 году окончила факультет журналистики МГУ.
Работала на Центральном телевидении СССР: журналист, редактор программ «Кинопанорама», «В мире животных», «Клуб путешественников».
Исполнительница (без слов) роли Катерины Матвеевны (жены Сухова) в фильме «Белое солнце пустыни».
Также снималась как актриса в роли интервьюера в документальном сериале, созданном по её сценарию (в соавторстве с Неей Зоркой) режиссёра Марины Пертегас «Андрей Тарковский. Жизнь и судьба. Возвращение» (1989).
В 1990 году ушла с телевидения в Союз дизайнеров СССР, затем несколько лет работала консультантом в Конституционном суде Российской Федерации, юрист 1 класса.
Скончалась 11 сентября 2001 года на 63-м году жизни. Похоронена на Котляковском кладбище рядом с мужем.